# Buprenorfina
La buprenorfina è una molecola di sintesi derivata dalla tebaina, un oppioide usato per trattare il dolore acuto, il dolore cronico e la dipendenza da oppioidi. La buprenorfina è stata brevettata nel 1965 e approvata per uso medico negli Stati Uniti nel 1981.
Può essere somministrata per via sublinguale, per iniezione o tramite cerotti e impianti. Viene commercializzata con i nomi Temgesic, Subutex, e nelle formulazioni transdermiche con i nomi Algesalona, Busette, Durlevatec e Transtec.
La buprenorfina agisce su diversi tipi di recettori oppioidi in modi diversi. A seconda del tipo di recettore, può essere un agonista, un agonista parziale o un antagonista. Gli effetti collaterali includono depressione respiratoria, sonnolenza, insufficienza surrenalica, prolungamento dell'intervallo QT, ipotensione, reazioni allergiche, stitichezza e dipendenza.

## Usi
Indicazioni registrate:
- Trattamento del dolore oncologico di intensità da moderata a severa e del dolore cronico severo che non risponde agli analgesici non oppioidi.[5]
- Terapia sostitutiva nella dipendenza da oppiacei, all'interno di un trattamento medico, sociale e psicologico.
- Trattamento della RLS (Restless Legs Syndrome) nei pazienti che hanno sviluppato resistenza ai farmaci antagonisti della dopamina.[6][7]

### Dipendenza da oppioidi
La buprenorfina è usata per trattare la dipendenza da oppioidi. Ha un'efficacia simile a quella del metadone; entrambi i farmaci sono considerati sicuri per le donne in gravidanza con disturbo da uso di oppioidi, sebbene alcuni studi suggeriscano che il metadone ha maggiori probabilità di causare la sindrome di astinenza neonatale.
Nella terapia di disintossicazione e mantenimento della tossicodipendenza da oppiacei la somministrazione avviene con compresse sublinguali. La durata degli effetti anti-astinenziali è di circa 24 ore, il che ne consente la mono-somministrazione quotidiana. La buprenorfina viene somministrata in associazione con il naloxone, un farmaco di sintesi antagonista degli oppioidi (tale formulazione è commercializzata con il nome Suboxone). Il trattamento viene cominciato quando il paziente ha interrotto la somministrazione di oppioidi e inizia a sperimentare sintomi di astinenza, perché altrimenti la buprenorfina può spiazzare velocemente gli oppioidi legati ai recettori dando inizio a una crisi di astinenza severa. La dose di buprenorfina viene scalata fino a quando i sintomi migliorano.

### Dolore cronico
La buprenorfina viene somministrata sotto forma di cerotto transdermico per il trattamento del dolore cronico. Questi cerotti non sono indicati in caso di dolore acuto, dolore di breve durata o dolore post operatorio, e non sono raccomandati per il trattamento della dipendenza da oppioidi.  Se usata come cerotto transdermico, la potenza della buprenorfina è pari a 100-115 volte quella della morfina.  Quando usata per via sublinguale, la potenza della buprenorfina è circa 40-70 volte quella della morfina. Pur essendo più potente della morfina, la sua efficacia analgesica è più bassa, perché è un agonista parziale dei recettori μ. La durata dell'analgesia della buprenorfina dopo somministrazione sublinguale, intramuscolare, sottocutanea o endovenosa varia dalle sei alle otto ore circa, se la somministrazione avviene tramite cerotti transdermici l'analgesia si mantiene per circa 96 ore, quindi il cerotto va cambiato generalmente ogni quattro giorni.

### Medicina veterinaria
La buprernorfina viene usata a livello veterinario per il trattamento del dolore in cani e gatti.

## Effetti collaterali
Le reazioni avverse più comuni sono simili a quelle degli altri oppioidi e includono: nausea e vomito, sonnolenza, vertigini, mal di testa, perdita di memoria, inibizione cognitiva e neurale, sudorazione, prurito, secchezza delle fauci, restringimento delle pupille (miosi), ipotensione ortostatica, difficoltà di eiaculazione, diminuzione della libido e ritenzione urinaria. La stitichezza e gli effetti sul SNC si osservano meno frequentemente rispetto alla morfina.

### Effetti respiratori
L'effetto indesiderato più grave associato alla buprenorfina è la depressione respiratoria. Si verifica più spesso in caso di assunzione concomitante di benzodiazepine, alcool o in pazienti con malattie polmonari. Gli antagonisti degli oppioidi, come il naloxone, non sono del tutto efficaci per eliminare questo effetto. La depressione respiratoria è meno forte rispetto agli altri oppioidi, soprattutto in caso di uso prolungato.

### Dipendenza da buprenorfina
Il trattamento con buprenorfina può causare dipendenza psicologica o fisica. Per gestire la dipendenza dal farmaco si può ricorrere a un uso continuato, oppure si passa alla somministrazione dell'associazione buprenorfina / naloxone. Infine, sotto controllo medico, si può ricorrere alla sospensione del farmaco, scalando la dose.
Se la buprenorfina viene somministrata endovena, risulta più efficace dell'eroina, dando anche minori effetti sgradevoli (non causa perdita di lucidità). Tale attività può essere sfruttata dai tossicodipendenti, per questo motivo viene commercializzata in preparati che contengono anche naloxone, un antagonista dei recettori oppioidi che impedisce che la buprenorfina dia gli effetti psicotropi attesi dal tossicomane.

## Farmacologia

### Farmacodinamica
La buprenorfina come tutti i composti morfinici entra in azione oltrepassando la barriera ematoencefalica e agendo su specifici recettori oppioidi, come la morfina.
Al contrario della morfina, la buprenorfina possiede proprietà di agonista parziale dei recettori μ e antagonista dei recettori κ per gli oppioidi, per questo motivo non è associabile ad altri oppiacei agonisti completi come morfina, codeina, ossicodone o altri agonisti puri, in funzione del ridotto effetto analgesico che si presenta tramite il blocco competitivo dei recettori. Se la buprenorfina viene somministrata a pazienti in terapia prolungata e/o tolleranti agli oppiacei agonisti puri, si comporta come antagonista come il naloxone e può precipitare in una sindrome di astinenza talvolta severa.

#### Modulatore del recettore degli oppioidi
La buprenorfina possiede la seguente attività farmacologica:
- Recettore μ-oppioide (MOR): agonista parziale. Si lega con alta affinità, ma attiva solo parzialmente il recettore. Questa proprietà consente alla buprenorfina di agire in modo simile agli agonisti oppioidi completi a dosi inferiori, raggiungendo un massimale / plateau a dosi più elevate dopo di che non vi è ulteriore aumento degli effetti tipici degli oppioidi (terapeutici o ricreativi).[18] Questo comportamento è responsabile della capacità della buprenorfina di bloccare la maggior parte degli agonisti del MOR e del fenomeno dell'astinenza rapida quando utilizzata in persone dipendenti da oppioidi.
- Recettore κ-oppioide (KOR): antagonista.[19]
- Recettore δ-oppioide (DOR): antagonista.[19]
- Recettore della nocicettina (NOP, ORL-1): debole affinità. Agonista parziale molto debole.

### Farmacocinetica
La buprenorfina viene metabolizzata dal fegato tramite il CYP3A4 (isoenzima del citocromo P450) in norbuprenorfina (da N -dealchilazione).
La glucuronidazione della buprenorfina viene eseguita da UGT1A1 e UGT2B7, mentre quella della norbuprenorfina da UGT1A1 e UGT1A3. Questi glucuronidi vengono eliminati attraverso l'escrezione nella bile. I glucuronidi della buprenorfina e della norbuprenorfina sono biologicamente attivi.
L'emivita di eliminazione della buprenorfina è compresa tra 20 e 73 ore (media 37 ore). Visto che l'eliminazione è principalmente epatica, non vi è il rischio di accumulo nelle persone con insufficienza renale.
Uno dei principali metaboliti attivi della buprenorfina è la norbuprenorfina, che, a differenza della buprenorfina stessa, è un agonista completo di MOR, DOR e ORL-1 e un agonista parziale del KOR. Rispetto alla buprenorfina, la norbuprenorfina ha una potenza antinocicettiva estremamente ridotta (1/50 di quella della buprenorfina), ma deprime notevolmente la respirazione (10 volte più della buprenorfina). Ciò può essere spiegato dalla scarsa penetrazione cerebrale della norbuprenorfina dovuta all'elevata affinità del composto per la P-glicoproteina. La buprenorfina e i suoi metaboliti glucuronidei invece vengono trasportati in modo trascurabile dalla P-glicoproteina.

## Chimica
La buprenorfina è un analogo semisintetico della tebaina, un alcaloide dell'oppio, estratto del Papaver somniferum.
È abbastanza solubile in acqua sotto forma di sale cloridrato. Si degrada alla luce.

## Storia
I ricercatori della Reckitt & Colman (ora Reckitt Benckiser) hanno passato dieci anni a tentare di sintetizzare un composto oppioide "con struttura sostanzialmente più complessa della morfina che poteva mantenere gli effetti desiderabili eliminando gli effetti collaterali indesiderati". Nel 1969, ricercatori Reckitt sintetizzarono la RX6029 che dimostrò capacità di ridurre la dipendenza negli animali da esperimento. La RX6029 venne rinominata buprenorfina e iniziò i test sugli esseri umani nel 1971.  Nel 1978, la buprenorfina fu lanciata per la prima volta nel Regno Unito per il trattamento del dolore intenso sotto forma di iniezione; la formulazione sublinguale venne rilasciata nel 1982.